# جاك كراوس
جاك كراوس (بالإنجليزية: Jack Kraus)‏ هو لاعب كرة قاعدة أمريكي، ولد في 26 أبريل 1918 في سان أنطونيو في الولايات المتحدة، وتوفي بنفس المكان في 2 يناير 1976.

## وصلات خارجية
- جاك كراوس على موقع دوري كرة القاعدة الرئيسي (الإنجليزية)
- جاك كراوس على موقعبيزبول رفرنس.كوم (الدوري الرئيسي) (الإنجليزية)
- جاك كراوس على موقعبيزبول رفرنس.كوم (الدوري الثانوي) (الإنجليزية)